# مرو مردة (بهمئي غرمسيري الشمالي)
مرو مردة (بالفارسية: مرومرده) هي قرية تقع في إيران في قسم بهمئي غرمسیري الشمالي الريفي. يقدر عدد سكانها بـ 0 نسمة بحسب إحصاء 2016.